# Criquet migrateur
Locusta migratoria
«  Locusta migratoria » redirige ici. Pour les autres significations, voir Locusta.
Genre
Synonymes
- Acrydium Latreille, 1804
- Oedipus Berthold, 1827
- Pachytylus Fieber, 1852
- Plachytylus Krauss, 1890
- Psopha  Fieber, 1852

Locusta migratoria, le Criquet migrateur, unique représentant du genre Locusta,  est une espèce d'insectes orthoptères de la famille des Acrididae. Il fait partie des locustes (espèces de criquets présentant un phénomène de polymorphisme phasaire), tout comme le Criquet pèlerin ou le Criquet nomade. C'est un insecte ravageur majeur dans de nombreuses régions tropicales.

## Description
Le criquet migrateur est une espèce de grande taille avec un dimorphisme sexuel marqué. Comme chez les autres locustes, la morphologie et la coloration diffèrent grandement selon le statut phasaire (solitaire, transiens ou grégaire ) et les conditions écologiques.
Morphologie – Adulte solitaire: F 5-7 cm de long et M 4-5,5 cm; adulte grégaire: F 4-4,5 cm et M 3,5-4,5 cm. Pour les formes solitaires, pronotum convexe de profil et fémur postérieur relativement long (plus long que l'abdomen). Le pronotum devient plat ou assez concave, en forme de selle, pour les formes grégaires et le fémur est plus court. Le criquet migrateur n'a pas de tubercule prosternal (contrairement à d'autres criquets comme le criquet pèlerin, Schistocerca gregaria, ou le criquet rouge, Nomadacris septemfasciata).
Coloration – Les individus solitaires - larves comme adultes - sont principalement verts ou bruns (noirâtres pour les individus vivant dans les zones brûlées), clairs ou foncés avec des taches brun foncé ou noires, en particulier sur le pronotum (coloration adaptative saisonnière : environ 80 % de vert en saison des pluies et 20 % en saison sèche). Les premiers stades ne sont jamais verts. Les individus grégaires n'ont pas de coloration verte/brune. Les adultes et les larves ont le même fond jaune à orange ou une coloration brun-rougeâtre, avec une maculation noire typique ponctuée de quelques taches blanches. Les mâles grégaires adultes deviennent nettement jaunes à maturité. Dans les deux phases, les ailes postérieures sont hyalines, complètement transparentes, sans aucune coloration. Le tibia postérieur est jaunâtre, beige ou rougeâtre.

## Répartition
Le criquet migrateur est l'espèce de criquet la plus largement répartie. On le trouve dans tout l'Ancien Monde, du niveau de la mer jusqu'à plus de 4 000 m d'altitude dans les montagnes d'Asie centrale. Les deux sous-espèces couvrent des régions climatiques distinctes, les barrières géographiques ainsi que la température jouant un rôle important. La sous-espèce Locusta m. migratoria est répartie dans les zones tempérées de l'Eurasie : sa limite nord coïncide à peu près avec la limite sud des forêts de conifères d'Europe et d'Asie.  Locusta m. migratorioides est répandu dans les zones tropicales de l'Afrique, de l'Europe du Sud, de l'Arabie, de l'Inde, de la Chine du Sud, de l'Asie du Sud-Est et de l'Australie.

## Biologie et écologie

### Habitats
Le criquet migrateur est principalement graminivore. Dans les zones tempérées, la sous-espèce migratoria est généralement associée aux plaines inondables et aux deltas des fleuves (fleuves Yangtze et Jaune en Chine, deltas de la Volga, de la Kuma et du Terek dans le sud de la Russie,  ceux de l'Amu-Dar'ya et du Syr-Dar'ya au Kazakhstan, et le delta du Danube en Roumanie). Sous les tropiques, la sous-espèce migratorioides est également souvent associée aux plaines inondables (delta intérieur du Niger au Mali, bassin du lac Tchad, delta de l'Okavango au Botswana). Dans d'autres régions, comme à Madagascar, les habitats sont des savanes herbeuses qui deviennent favorables pendant la saison chaude sous l'effet des pluies de mousson. 

### Polymorphisme phasaire
Locusta migratoria est un criquet présentant un polymorphisme de phase bien marqué, forme remarquable de plasticité phénotypique dans laquelle l'expression de nombreux traits physiologiques, morphologiques, écologiques et comportementaux se produit principalement en réponse aux changements de densité de la population locale. Lorsque les densités de population augmentent, le criquet migrateur passe d'une phase solitaire cryptique, inoffensive pour les cultures, à une phase grégaire pouvant former des bandes larvaires et des essaims migrants. Il devient alors un ravageur des cultures très sérieux sur de vastes zones.

### Biologie
Dans les zones tropicales, la sous-espèce L. m. migratorioides se développe continuellement avec 4-5 générations par an pendant la phase solitaire et 3 générations seulement pendant la phase grégaire. Les œufs sont pondus dans le sol, de préférence humide. Les sols sablonneux légers sont les plus favorables à la ponte. Pendant la saison chaude, le développement embryonnaire dure environ 10 jours (jusqu'à 50 selon la température ou les conditions de sécheresse). Il y a cinq stades larvaires (rarement 6, voire 7 stades), et le développement de la larve s'achèvent en 3 semaines environ (un peu plus longtemps pour les populations grégaires, et selon la température). Les jeunes adultes solitaires entreprennent des migrations nocturnes pour trouver des zones où les conditions sont propices à la reproduction. Lorsque les conditions environnementales sont optimales, la maturation sexuelle est rapide et les premiers œufs sont pondus environ 15 jours après la dernière mue larvaire. Dans la nature, chaque femelle ne dépose que de 1 à 3 oothèques (6 étant un maximum rarement atteint dans la nature). Ces oothèques sont pondues à des intervalles de 5 à 30 jours, en fonction de la température. Le nombre d'œufs par femelle varie en fonction de la phase: 66-116 chez les femelles solitaires, 39-66 chez les femelles grégaires. Le cycle de vie complet sous les tropiques (de l'œuf à la première ponte) dure environ 2 mois. Les adultes vivent jusqu'à 3 mois.  
Dans les zones tempérées, la sous-espèce L. m. migratoria accomplit une génération par an et subit une diapause embryonnaire. Dans les populations situées entre les zones tempérées et tropicales, des oeufs en diapause et des oeufs non diapausant peuvent être présents dans une même oothèque. La ponte a lieu en août-septembre, dans des sols sablonneux légers. Les œufs passent l'hiver en diapause. Il y a au moins 1 à 3 oothèques par femelle (2-3, dans les parties méridionales de l'aire de répartition et seulement 1 dans les parties septentrionales). L'oothèque mesure 50-85 mm de longueur, et 7-10 mm de diamètre, les oeufs mesurant 7-8 mm de long. Chaque oothèque renferme de 60 à 80 œufs (extrêmes de 40 à 120). La période d'incubation des œufs dépend de la latitude et de l'année, en particulier de l'importance des crues. En moyenne, les œufs restent dans le sol pendant environ 9 mois avant d'éclore au printemps suivant. L'éclosion a lieu entre début mai et début juin (de fin avril à mi-juillet selon la zone et la température). Il y a 5 stades larvaires dont le développement dure en moyenne, au total, de 40 à 45 jours dans le nord de l'aire de répartition, et de 35 à 40 jours dans le sud. Les adultes apparaissent de juin à début juillet et restent parfois jusqu'en novembre dans les régions les plus chaudes. Les accouplements commencent 2 à 4 semaines après l'émergence des imagos, et les femelles commencent à pondre 2 à 3 semaines plus tard (généralement à la fin du mois de juillet). En fonction de la longueur et de la sévérité de l'hiver, une deuxième génération peut apparaître, mais généralement toutes les larves de cette deuxième génération meurent à la fin de l'automne. La longévité des adultes est d'environ 90 jours dans la partie nord de l'aire de répartition de l'espèce et de 120-150 jours dans les parties méridionales. Les populations de L. m. migratoria sont considérées comme relativement sédentaires. La plupart des vols migratoires sont locaux et la ponte a lieu dans la même zone, mais occasionnellement, en fonction des conditions météorologiques, des mouvements massifs d'essaims peuvent se produire, ces essaims pouvant se propager sur des centaines de kilomètres dans les territoires environnants. Dans le passé, les distances parcourues en une seule génération par les essaims de L. m. migratoria en Europe tempérée - à partir de la zone d'éclosion du delta du Danube (importante aire de grégarisation) - atteignaient 2 500 km et étaient comparables à celles parcourues par L. m. migratorioides en Afrique tropicale.

### Pullulations et déterminisme des invasions
Les pullulations du criquet migrateur sont le résultat de la multiplication et de la concentration des populations de criquets  à des densités permettant la grégarisation, c’est-à-dire le passage en quelques génération de la phase solitaire à la phase grégaire. Les premières étapes de ce processus commencent dans des zones restreintes appelées « aires grégarigènes ». Ce sont des zones où les conditions écologiques sont plus souvent qu'ailleurs favorables. Elles peuvent, en quelques générations, donner lieu à des recrudescences importantes et finalement à des invasions. Ces denrières  peuvent durer plusieurs années et les essaims s’étendre à des zones très vastes, parfois à l’échelle d’un pays, voire d’un continent.  
Le criquet migrateur possède de telles aires grégarigènes dispersées dans de nombreux pays de l'Ancien Monde. Pour la sous-espèce migratorioides, les principales sont les plaines inondables du delta intérieur du fleuve Niger au Mali (principale aire grégarigène en Afrique dans le passé), le bassin du lac Tchad, la zone du Nil bleu au Soudan, le delta de l'Okavango en Afrique australe, le sud-ouest de Madagascar, le sud-est de la Chine (provinces de Guangxi, Guangdong et Hainan), les Philippines (province de Mindanao), et le nord-est de l'Australie (Queensland). Pour la sous-espèce migratoria, les principales aires grégariègnes sont situées dans les deltas des rivières se jetant dans la mer Noire (Danube), la mer Caspienne (Volga), la mer d'Aral (Amu Darya) et dans les lacs Balkhash et Alakol, ainsi que dans la province de Xinjiang (Altay) dans le nord-ouest de la Chine, dans la plaine d'inondation entre le Yangtze et le fleuve Jaune, et les plaines côtières inondables de Shandong et de Hubei dans le nord-est de la Chine. Certaines de ces zones sont plus importantes que d'autres et leur importance a pu varier dans le temps. En outre, des foyers localisés peuvent apparaître dans de nombreux autres endroits, par exemple en Indonésie, en Papouasie-Nouvelle-Guinée et même en France, dans les Landes. Une fois que les invasions ont commencé, elles peuvent se propager rapidement à partir de leur zone d'origine.   

Dans la plupart des cas, l’eau — précipitations ou inondations — est un facteur clé de la dynamique des populations et du déterminisme des invasions. Cependant, les activités humaines (surpâturage, déforestation, irrigation, barrages…) peuvent jouer un rôle important en favorisant ou en entravant le processus de multiplication et de grégarisation. Dans de nombreuses régions, ces pullulations sont devenues moins fréquentes ou ont complètement disparu, car le développement agricole a  largement détruit les zones de reproduction de ces criquets.  

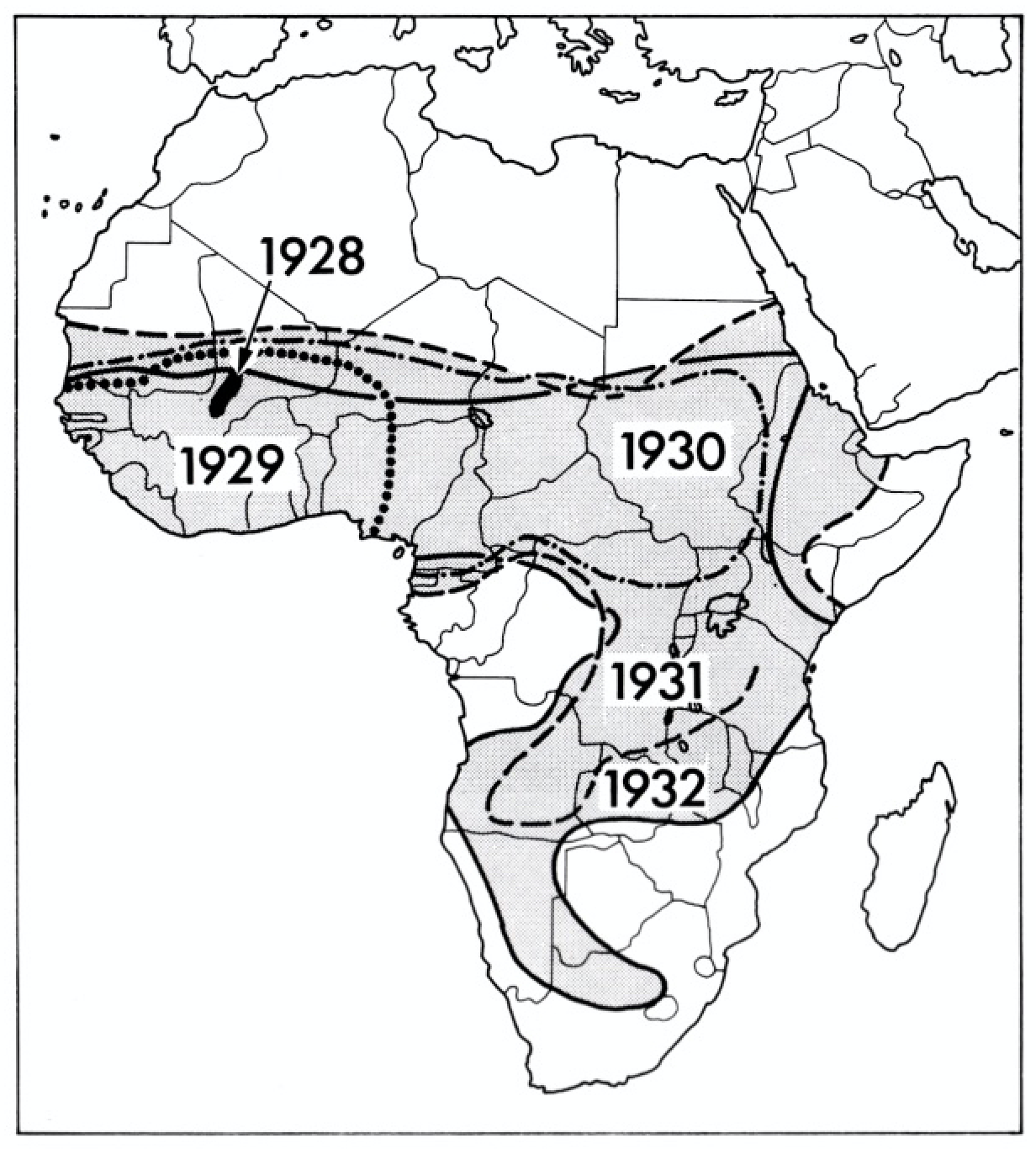
Extension de l'invasion du Criquet migrateur qui a débuté en 1928 dans le delta central du fleuve Niger au Mali (zone en noir). Cette invasion n'a pris fin qu'en 1941 (d'après Batten 1966, in Duranton et al. 1982).

## Taxonomie
Selon le site Orthoptera Species File (24 septembre 2024) deux sous-espèces sont reconnues :
- Locusta migratoria migratoria (Linnaeus, 1758)
- Locusta migratoria migratorioides (Reiche & Fairmaire, 1849)

Dans le passé, de nombreuses sous-espèces (jusqu’à une vingtaine) ont été décrites,  certaines n’ayant jamais été nommées mais simplement désignées par leur origine géographique (voir l'aire de répartition). Dès les années 1980, divers auteurs ont remis en question ces distinctions et démontré  que la simple morphométrie, la distribution, le nombre de générations... sont des critères inadaptés pour identifier le statut subspécifique d'une population donnée de criquets migrateurs. Des analyses récente de biologie moléculaire (en particulier Ma et al., 2012 basé sur un large échantillonnage géographique) ont clairement divisé Locusta migratoria en seulement deux sous-espèces, L. m. migratoria (dans les zones tempérées) et L. m. migratorioides (pantropicale). Les noms des anciennes sous-espèces sont encore parfois utilisés dans diverses parties du monde mais correspondent plus à une facilité pour préciser une origine géographique qu'à une réalité biologique. Un aperçu est donné ci-dessous :
L. m. migratoria (Linnaeus, 1758) – Synonymes : cinerascens (Fabricius, 1781) ; australis (Saussure, 1884) ; brasiliensis (Walker, 1870) ; danica (Linnaeus, 1767) ; gallica Remaudière, 1947 ; remaudierei Harz, 1962 ; rossica Uvarov & Zolotarevsky, 1929 ; solitaria Carthy, 1955.
L. m. migratorioides (Reiche & Fairmaire, 1849) – Synonymes : affinis (Sjöstedt, 1931) ; burmana Ramme, 1951 ; capito (Saussure, 1884) ; manilensis (Meyen, 1835) ; morio (Sjöstedt, 1931) ; punctifrons (Dirsh, 1961) ; tibetensis Chen, 1963 ; arabian spp. (COPR, 1982) ; indian spp. (COPR, 1982) ; australian spp. (COPR, 1982).

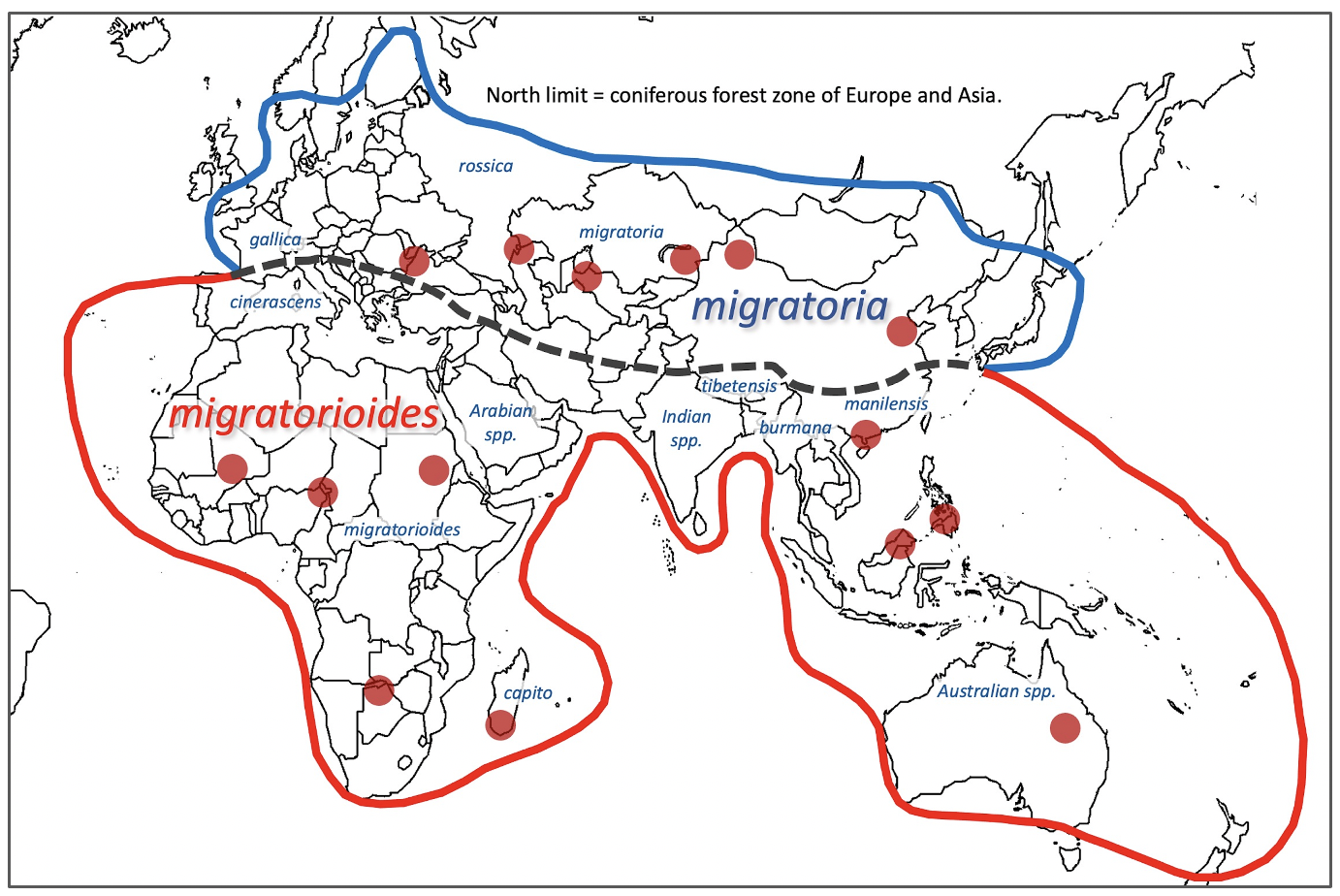
Aire de répartition de Locusta migratoria avec indication de la limite approximative entre les deux sous-espèces, L. m. migratoria et L. m. migratorioides. D'après Ma et al. (2012) modifié d'après Latchininsky et al. (2002), Latchininsky et Sivanpillai (2010) et GBIF (2022) pour la limite nord. Les principales sous-espèces reconnues jusqu'aux travaux de Ma et al. (2012) sont mentionnées en petits caractères. Les cercles rouges indiquent l'emplacement des principales zones de pullulation du criquet migrateur. La limite entre les deux sous-espèces est approximative (d'après Lecoq, 2023).

## Le Criquet migrateur et l'Homme

### Impact économique
Le criquet migrateur est un ravageur majeur dans de nombreuses régions  tropicales et considéré comme le ravageur agricole le plus important dans certains pays. L’ampleur des invasions et des destructions qu’il provoque est due à son caractère grégaire, à sa mobilité, à sa voracité et à la taille de ses essaims. Lors des invasions les bandes larvaires et les essaims peuvent causer des pertes importantes, principalement aux pâturages et aux cultures graminéenes (blé, seigle, orge, avoine, maïs, riz, Panicum, sorgho, canne à sucre, mil, prairies de fauche et pâturages…). Considéré souvent comme exclusivement graminivore, de nombreux témoignages montrent, qu'en cas de pullulations importantes,  de très nombreuses autres plantes cultivées peuvent être endommagées. En raison de ces dégâts, les criquets migrateurs mettent en péril la sécurité alimentaire et les moyens de subsistance de nombreuses populations dans diverses régions du monde. 

### Impact environnemental
La lutte contre le criquet migrateur reposant encore majoritairement sur les pesticides chimiques, en cas d’infestations massives, les opérations de lutte peuvent atteindre une ampleur telle que les produits utilisés peuvent avoir de graves effets secondaires sur la santé humaine, l’environnement, les organismes non cibles et la biodiversité. L’application correcte de stratégies préventives, ainsi que le recours à de bonnes pratiques de traitement plus respectueuses des personnes et de l’environnement, peuvent permettre de limiter les impacts négatifs de ces opérations de pulvérisation à grande échelle. L'utilisation récente de biopesticides devrait encore contribuer à limiter ces impacts indésirables.
Par ailleurs, il convient de noter que les avantages potentiels des essaims de criquets sont rarement reconnus. En effet, la biomasse des individus de criquets peut grandement contribuer aux processus écosystémiques en cas de recrudescence ou d’invasion. Les excréments et les cadavres de criquets sont riches en nutriments qui sont transférés au sol via la décomposition par des micro-organismes et des champignons, et absorbés par les plantes augmentant la productivité nette de l’écosystème et le recyclage des nutriments  grâce à des taux de minéralisation rapides de l’azote et du carbone.

### Impact social
Les coûts sociaux pour la population humaine locale lors des invasions peuvent être énormes, mais souvent difficiles à estimer. Des millions de personnes peuvent être en danger en cas d’invasion. Les populations les plus touchées sont les communautés les plus vulnérables vivant en zone rurale. L’impact social des invasions de criquets a été bien documenté pour une autre espèce, le criquet pèlerin Schistocerca gregaria. L’impact est probablement similaire pour le criquet migrateur. Ces invasions de criquets peuvent provoquer une instabilité sociale et politique en perturbant les systèmes de production agricole et en faisant augmenter les prix des denrées alimentaires. Par ailleurs, les essaims de criquets migrateurs peuvent fréquemment traverser les frontières au cours de leurs migrations et représentent donc, dans certaines régions, une source potentielle de tensions entre les pays.

### Utilisations
Riche en protéines, le criquet migrateur peut être consommé par l'Homme. Il fait partie de l'alimentation locale dans de nombreux pays de son aire de répartition géographique, principalement en Afrique et en Asie.

### Lutte
La meilleure façon de lutter contre les essaims de criquets migrateurs est d’essayer d’empêcher qu'ils ne se développent. La surveillance des zones d’infestation connues - les aires grégarigènes ("outbreak areas" en anglais) - est d’une importance capitale pour pouvoir utiliser des mesures de contrôle précoces, telles que la lutte chimique ciblée, afin de maintenir la population en dessous du seuil de déclenchement de la grégarisation. Les essaims de criquets migrateurs peuvent parcourir des centaines de kilomètres en quelques jours, ce qui en fait souvent un défi international. Par conséquent, lorsque cela est nécessaire, les systèmes d’alerte précoce et les stratégies de contrôle doivent impliquer une coopération étroite entre les pays concernés.  
Actuellement la gestion des criquets migrateurs repose toujours sur des pesticides chimiques, la pulvérisation à ultra-bas volume (ULV) étant la principale méthode d’application. Malgré les nombreux ennemis naturels du criquet migrateur, seuls deux ont été développés comme agents de lutte biologique, le protozoaire microsporidien Nosema locustae et le champignon deutéromycète Metarhizium acridum. Ils sont déjà largement utilisés dans certains pays comme la Chine et appliqués sur le terrain comme des  insecticides traditionnels. Par ailleurs, le Locust Pesticide Referree Group (LPRG), créé par la FAO, émet des recommandations sur les insecticides efficaces contre les criquets et les doses à utiliser soit en traitement barrière, soit pour des applications en couverture totale, pour le criquet migrateur et d'autres espèces de criquets.  Il prend également en compte leur impact  environnemental et les risques pour la faune  non cible. Des guides de bonnes pratiques sont également publiés par la FAO, et disponibles en ligne, pour mieux organiser les campagnes de lutte antiacridienne et réduire les risques pour l'homme et l'environnement. 
Globalement, le criquet migrateur semble actuellement mieux contrôlé que par le passé, mais des pullulations importantes continuent de se produire régulièrement en diverses région de l'ancien monde, malgré de multiples opérations de prévention et de lutte. 

## Galerie

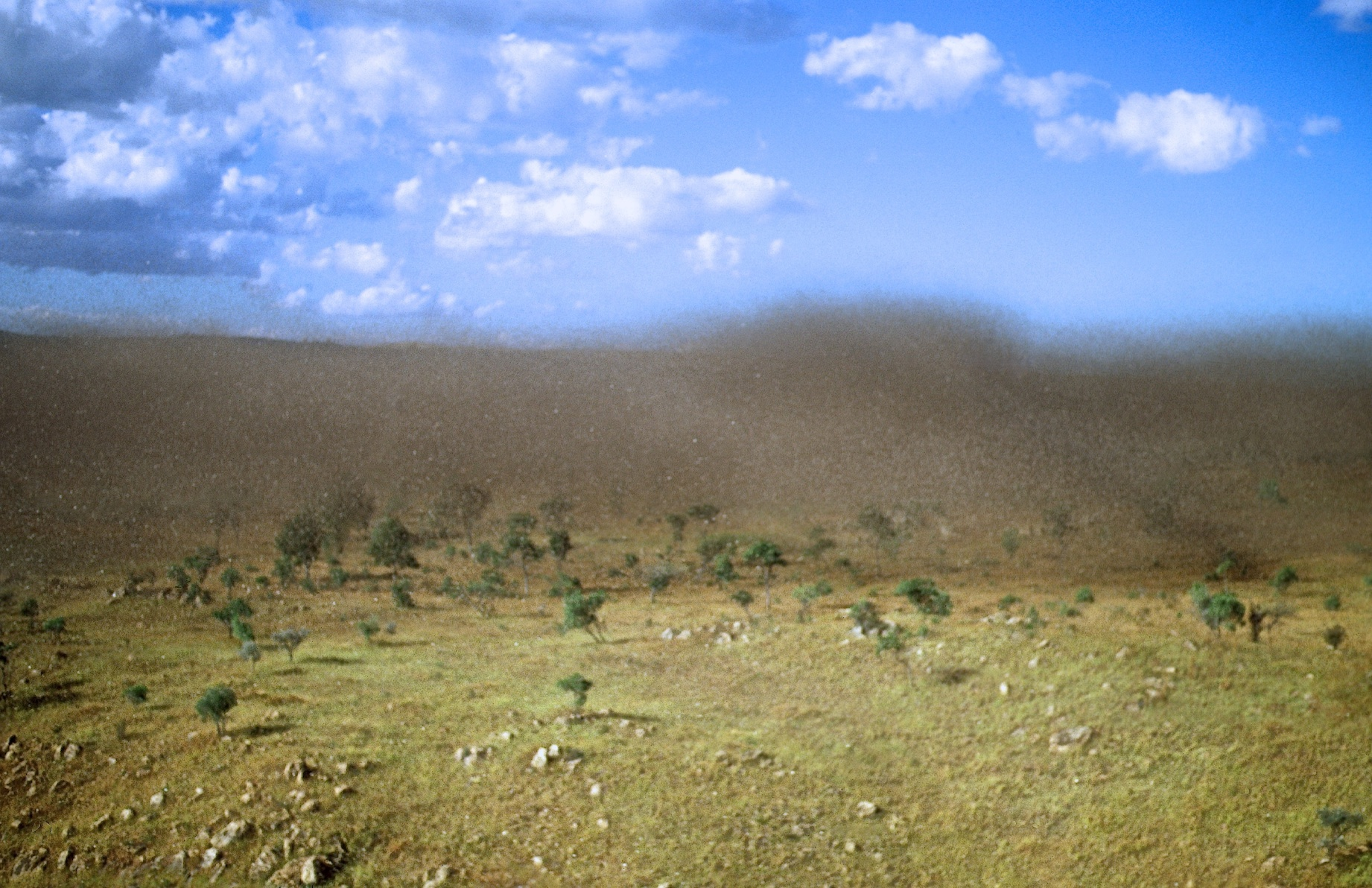
Essaim de criquets migrateurs à Madagascar (photo M. Lecoq).
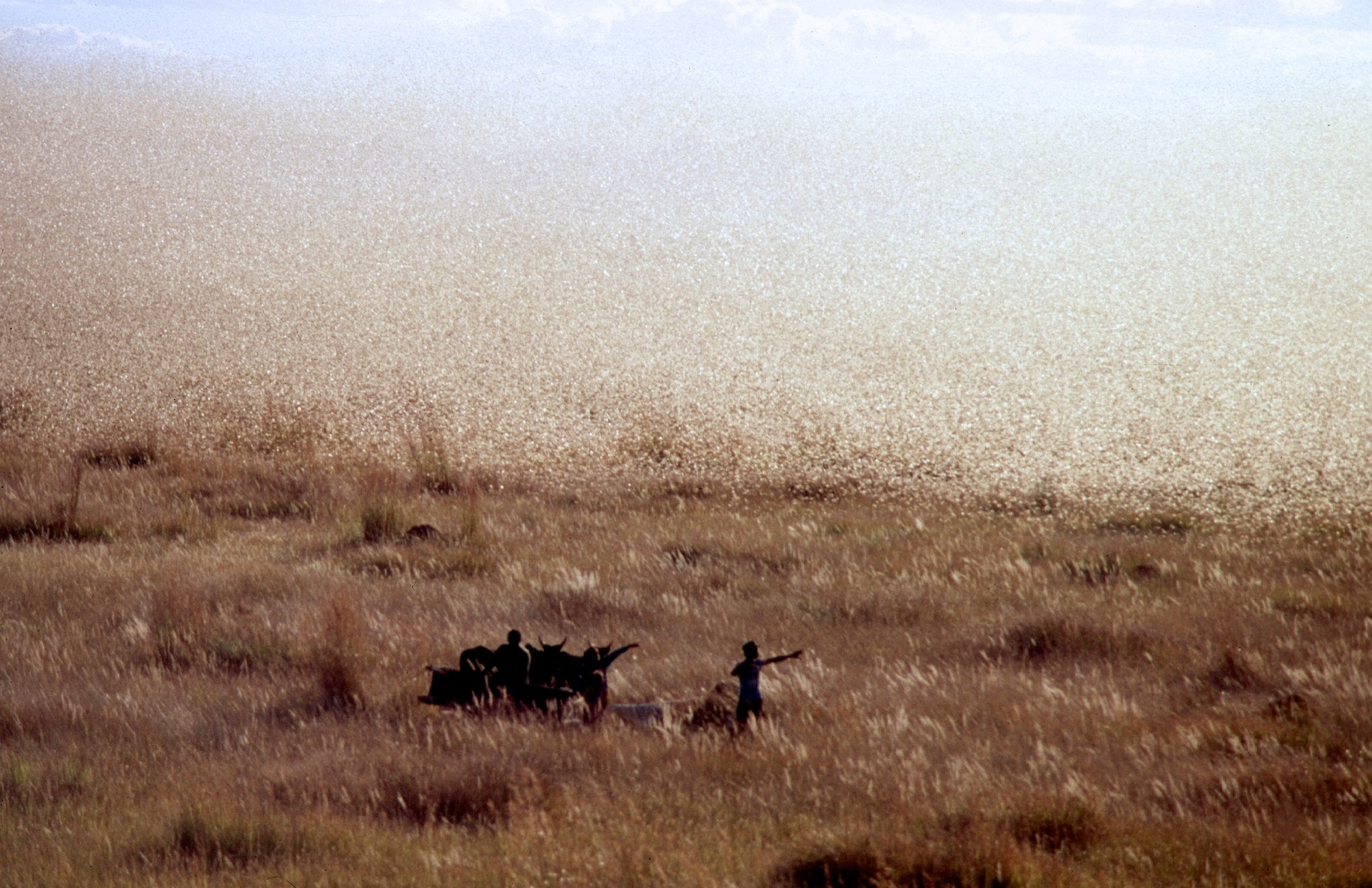
Vue rapprochée d'un essaim de criquets migrateurs (Madagascar) (photo M. Lecoq).
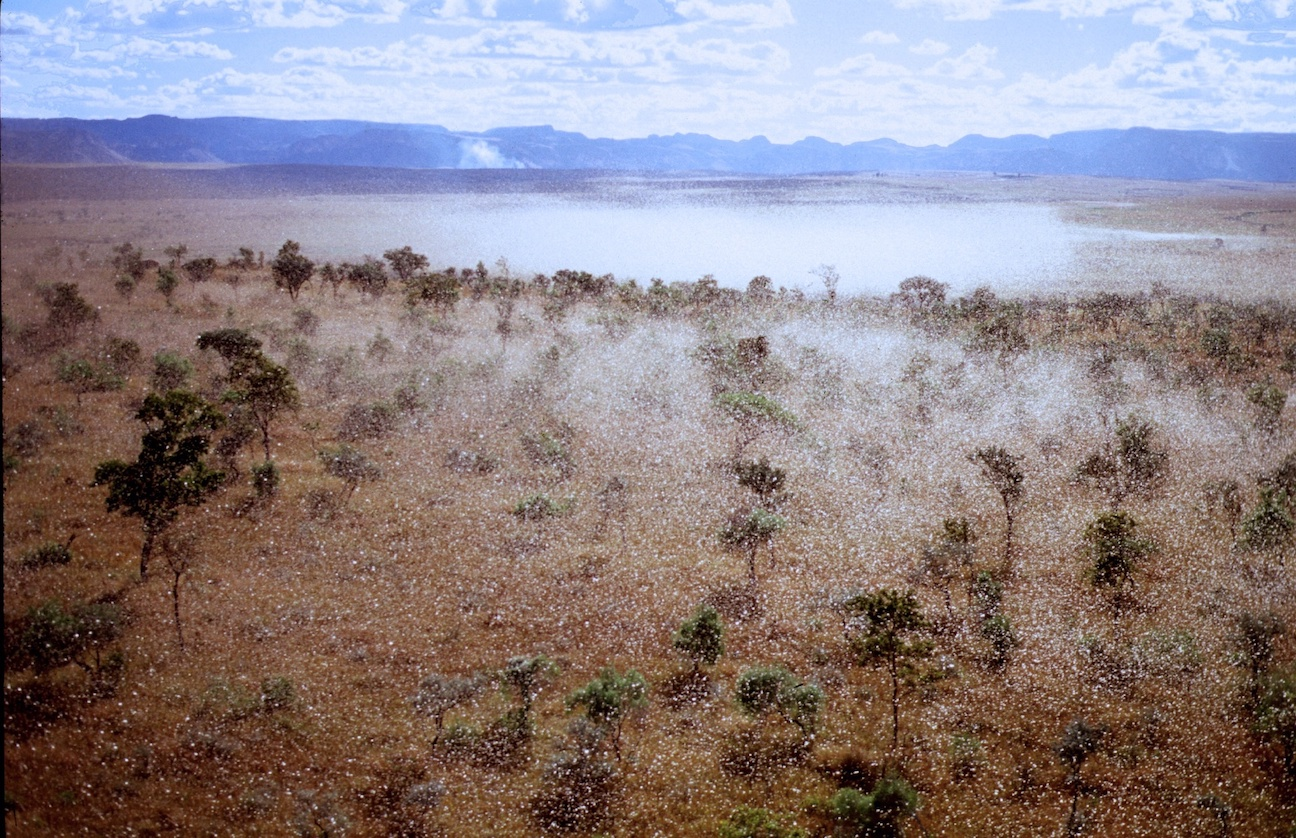
Vue aérienne d'un essaim de criquets migrateurs à Madagascar (photo M. Lecoq).
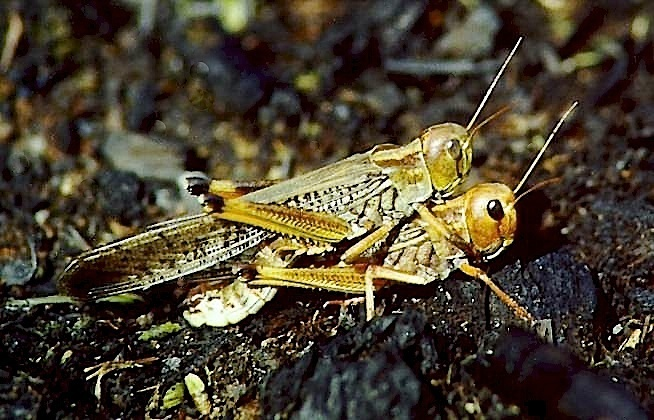
Accouplement de criquets migrateurs grégaires mâtures en Indonésie (photo M. Lecoq).
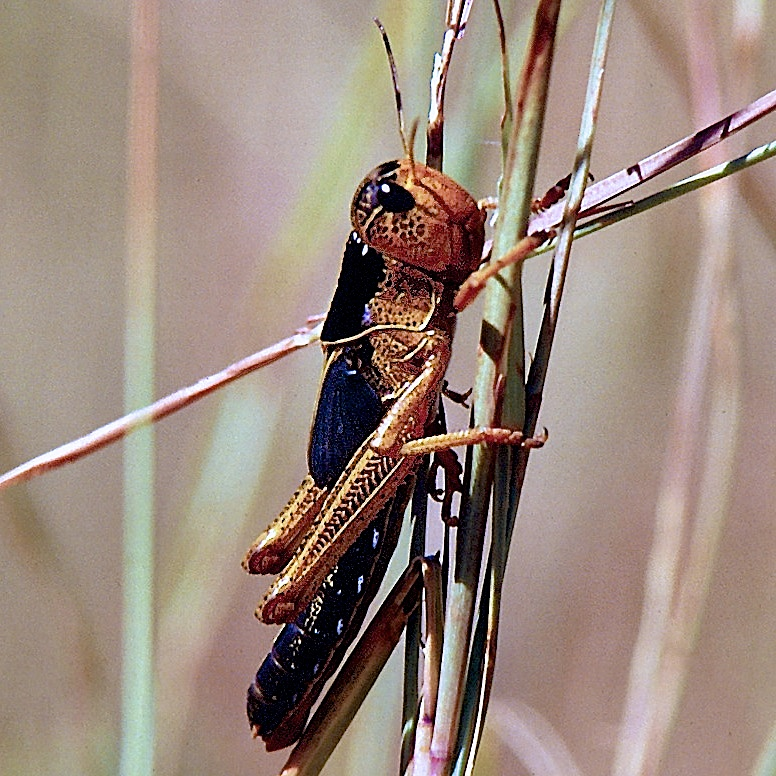
Larve grégaire de 5ème stade de criquet  migrateur (Madagascar)(photo M. Lecoq).
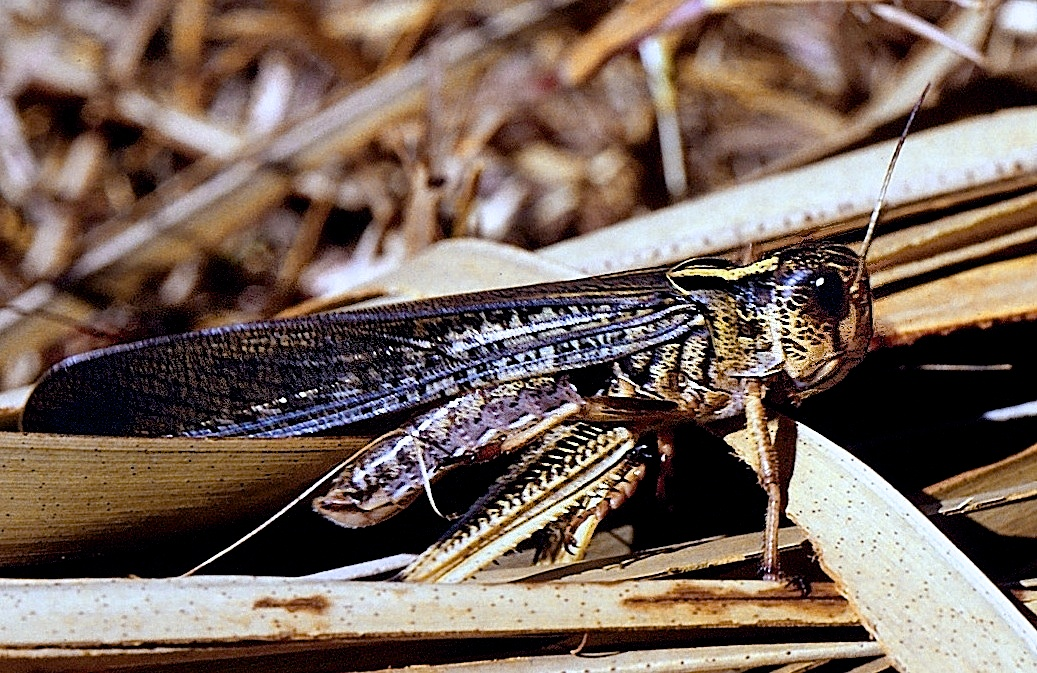
Jeune mâle grégaire de criquet migrateur (Madagascar) (photo M. Lecoq).
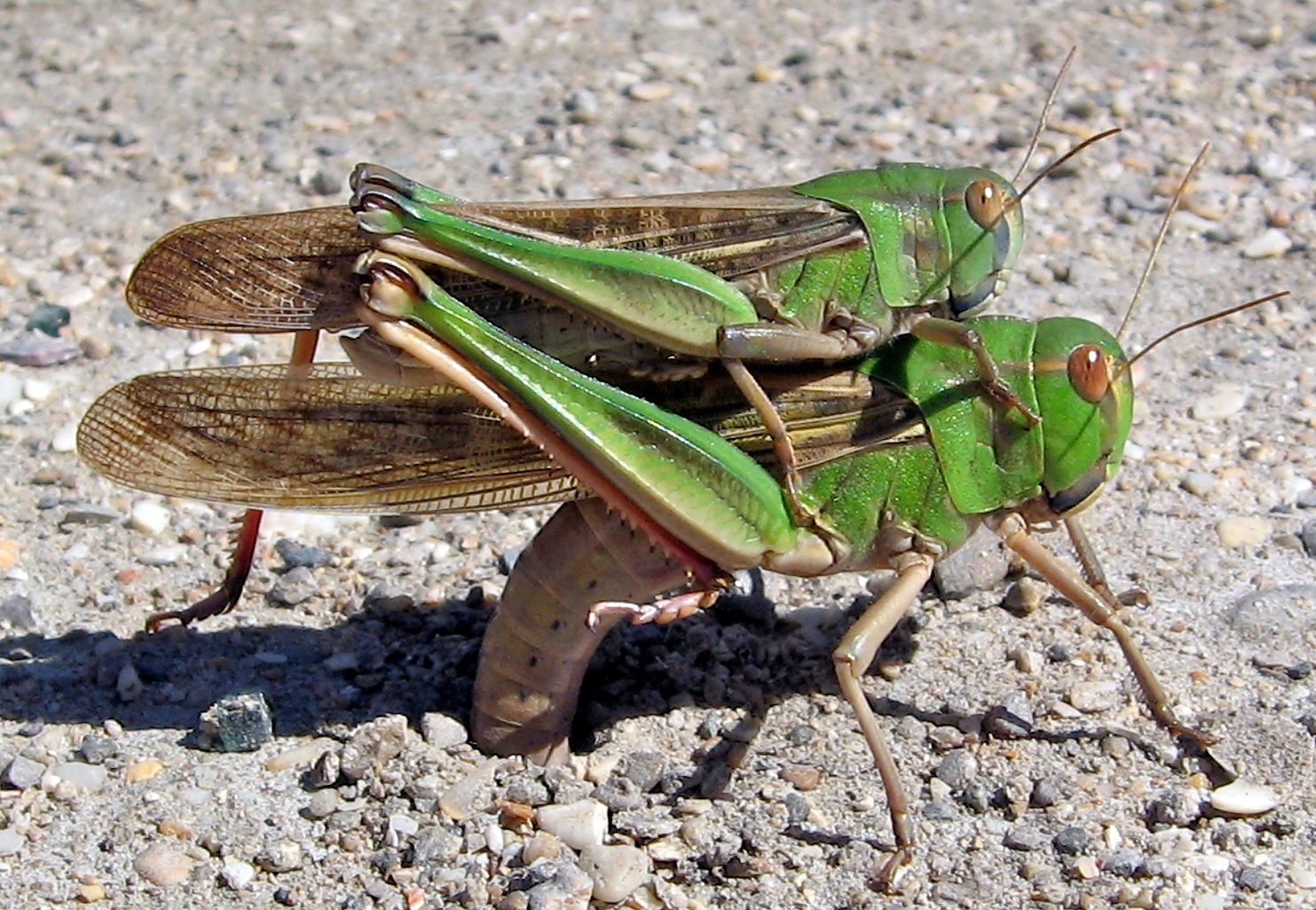
Accouplement de criquets migrateurs solitaires à Palavas (forme verte) (France) (photo M. Lecoq).
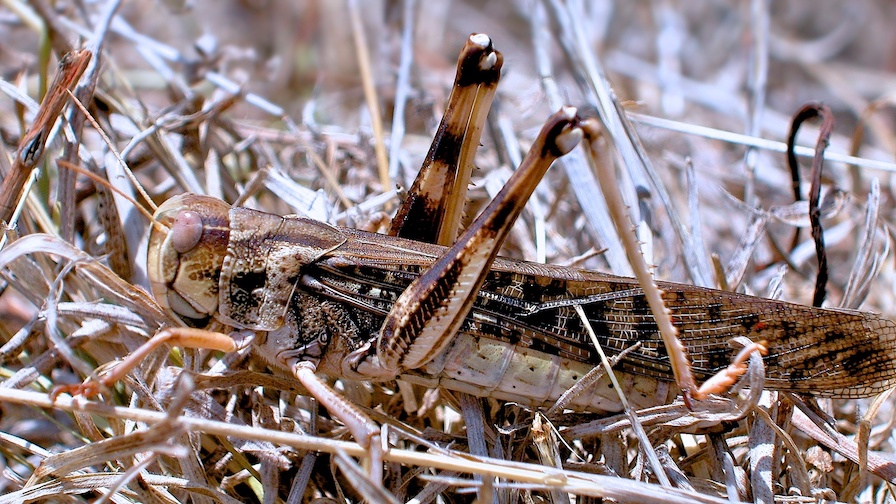
Criquet migrateur solitaire, brun (Madagascar) (photo M. Lecoq).
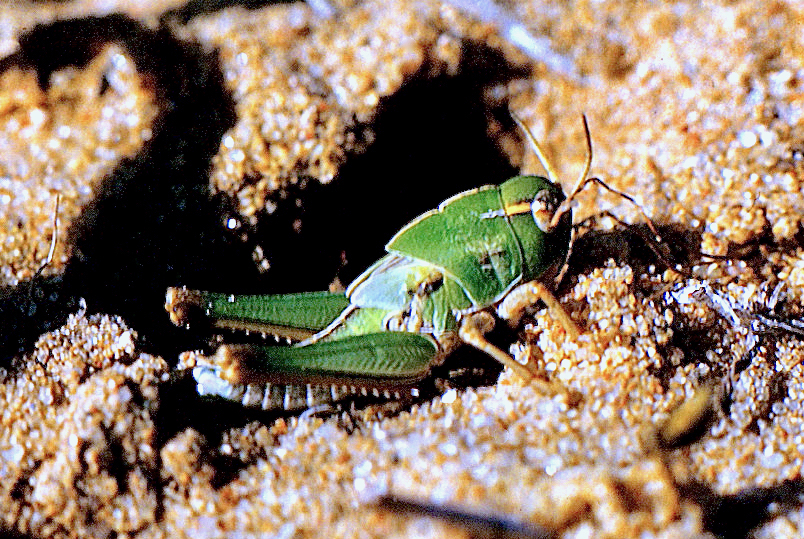
Larve solitaire de stade 4 du criquet migrateur (forme verte) (Madagascar) (photo Michel Lecoq)
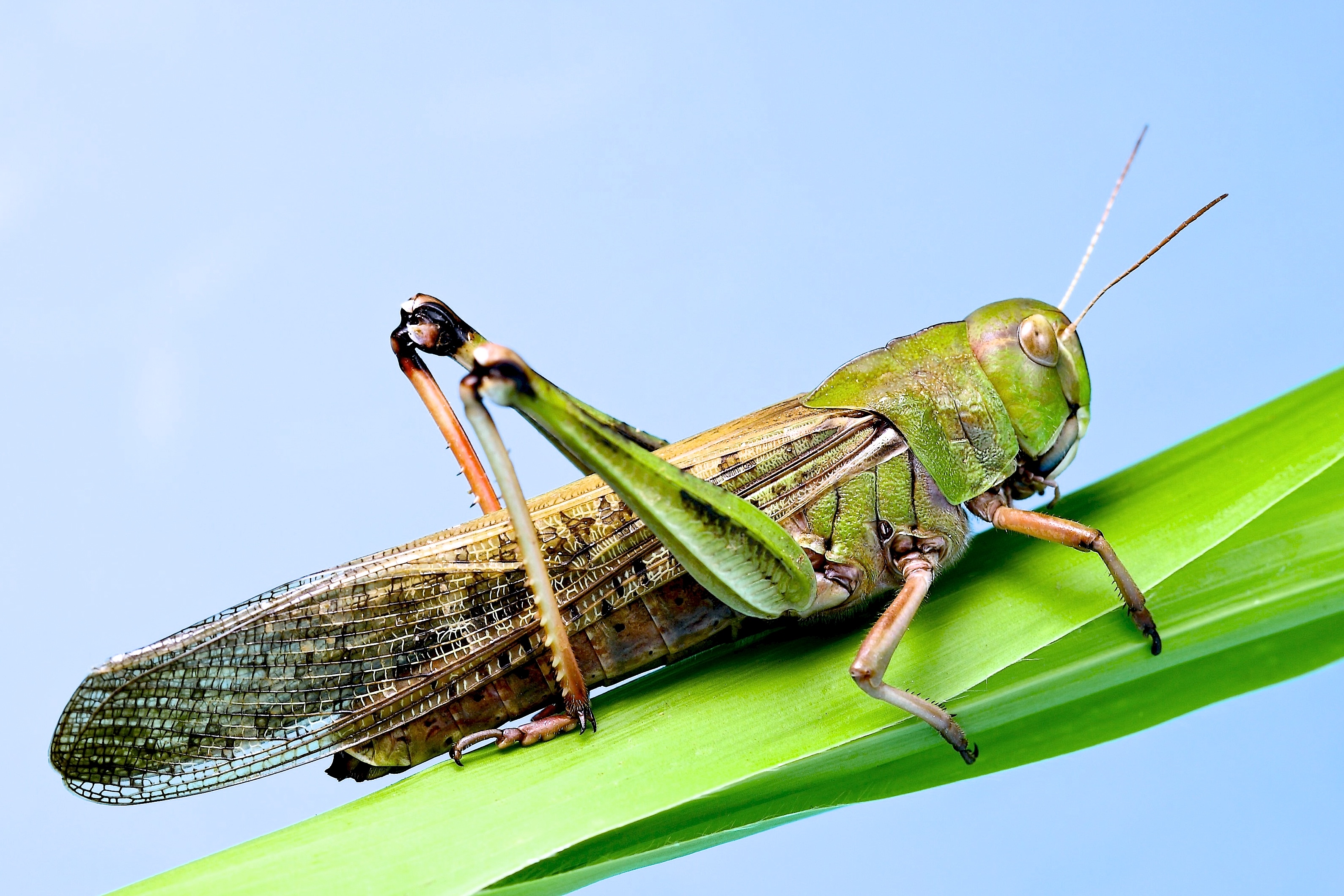
Adulte en phase solitaire du criquet migrateur (forme verte) (Chine) (photo Z. Long).
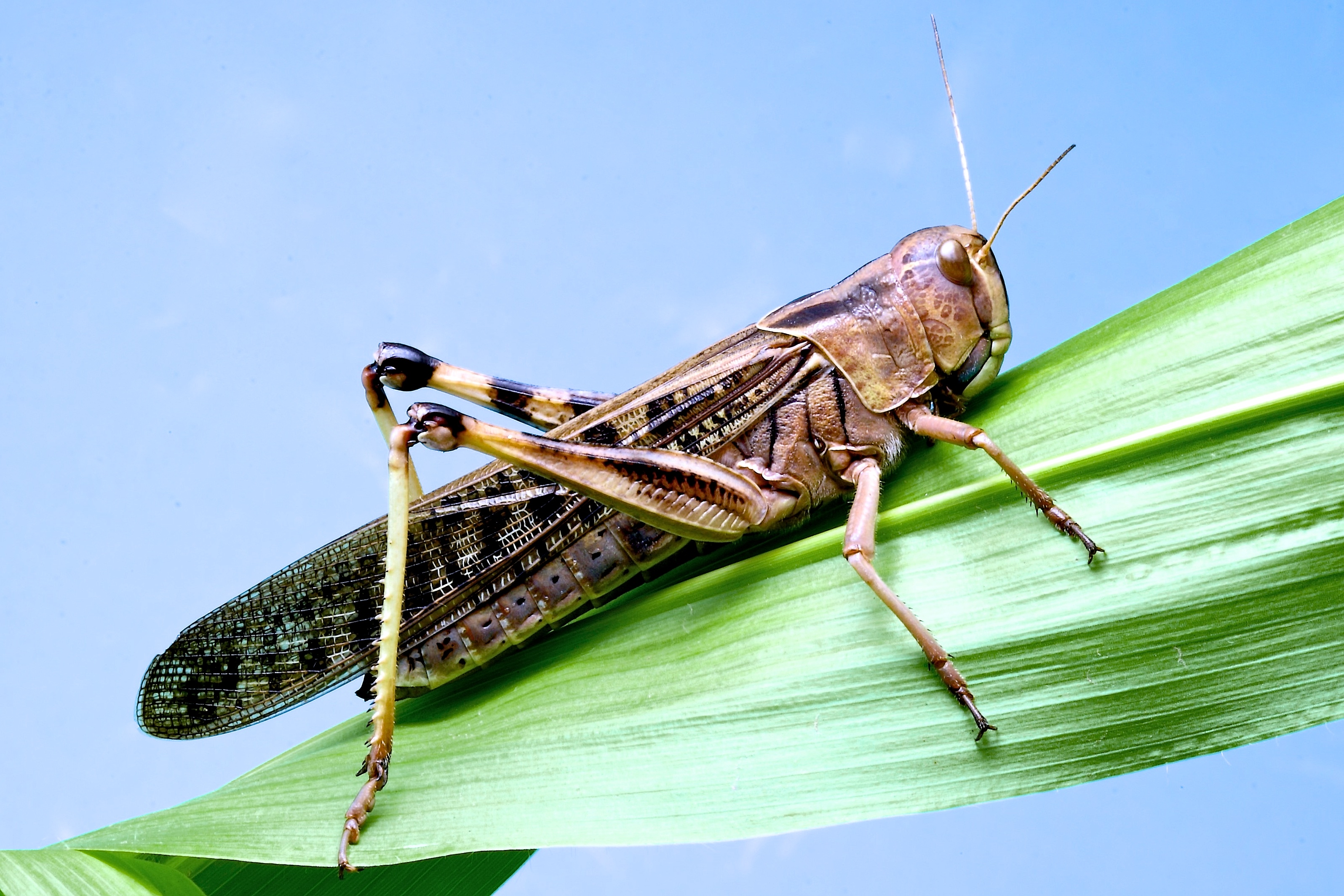
Adulte en phase grégaire du criquet migrateur (Chine) (photo Z. Long).

## Publications originales
- Linnaeus, 1758 : Systema naturae per regna tria naturae, secundum classes, ordines, genera, species, cum characteribus, differentiis, synonymis, locis, ed. 10 (texte intégral).
- Reiche & Fairmaire, 1849 : Ordre des orthoptères. Voyage en Abyssinie dans les provinces du Tigré, du Samen et de l'Amhara, vol. 3,p. 420-433.
- Auguste Chevalier, Les déprédations des Sauterelles en Afrique Occidentale et la lutte anti-acridienne. In: Revue de botanique appliquée et d'agriculture coloniale, 11ᵉ année, bulletin n°115, mars 1931. pp. 145-159
- Lecoq M., 2023. Locusta migratoria (Migratory locust). In: Crop Protection Compendium. Wallingford, UK: CAB International. DOI:10.1079/cabicompendium.31151